# Malmö Fotbollförening
Il Malmö Fotbollförening o Malmö FF è una società calcistica svedese con sede a Malmö. Milita in Allsvenskan, la massima divisione del campionato svedese.
Prima squadra svedese ad aver introdotto calciatori professionisti, vanta in bacheca 24 campionati svedesi, 16 Coppe di Svezia e 2 Supercoppe di Svezia, per un totale di 42 trofei. A livello internazionale ha raggiunto la finale della Coppa dei Campioni nel 1978-1979, perdendola contro il Nottingham Forest; ad oggi è l'unica squadra svedese ad aver raggiunto la finale del massimo torneo calcistico europeo per squadre di club maggiori maschili. Proprio per il raggiungimento di questo risultato il club ricevette la Medaglia d'oro dello Svenska Dagbladet, unico club calcistico a ricevere questo premio. Nel 1979 disputò, come vicecampione continentale, la Coppa Intercontinentale in sostituzione del Nottingham Forest, Campione d'Europa, che rifiutò di parteciparvi.

## Storia
Fondato il 24 febbraio 1910, il Malmö gioca inizialmente a livello regionale, e nel 1917 partecipa per la prima volta alla Svenska Mästerskapet, una sorta di coppa che assegnava il titolo svedese. La strada in questa competizione, però, si è interrotta nelle qualificazioni. Nel 1920 partecipa al secondo livello del campionato nazionale vincendolo, e venendo così promosso in massima serie. Dopo un solo campionato viene però retrocesso al termine del campionato 1922-23.

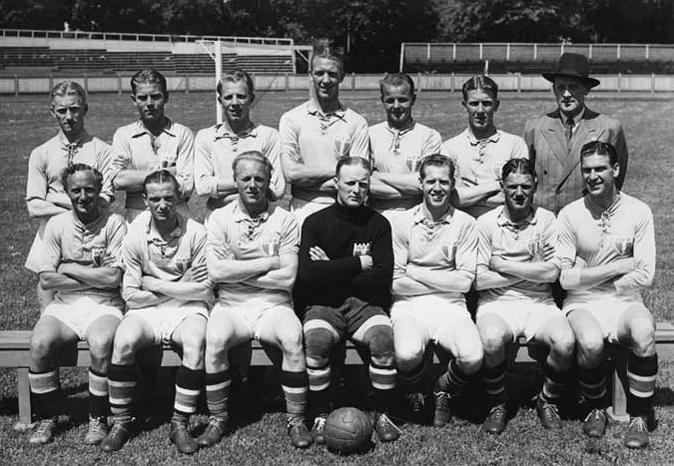
Il Malmö vincitore del campionato 1943-44

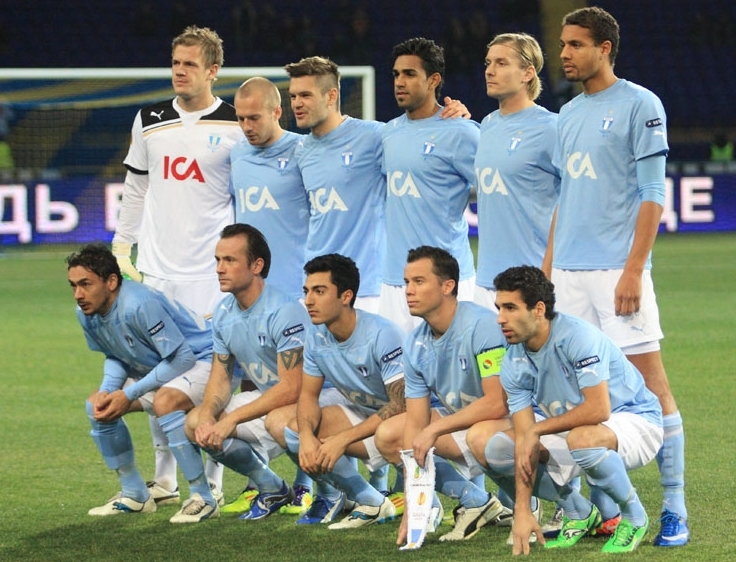
Il Malmö prima della partita contro il Metalist Kharkiv nell'Europa League 2011-12

Dopo alcuni anni lontano dalla massima serie, il Malmö fa il suo esordio nella Allsvenskan nel campionato 1931-32. Al termine del campionato 1933-34 la squadra viene retrocessa in quanto colpevole di pagare i propri giocatori, cosa contraria alle regole del dilettantismo..
Il Malmö torna nel massimo campionato nella stagione 1936-37, mentre al termine della stagione 1943-44 vince i primi trofei, campionato e coppa nazionale, realizzando così il primo double della sua storia. Vince di nuovo il campionato nelle stagioni 1948-49, 1949-50, 1950-51 e 1952-53.

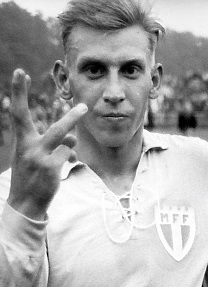
Bo Larsson

All'inizio degli anni sessanta iniziano ad emergere nuovi talenti, tra i quali quello di Bo Larsson, più volte capocannoniere del campionato, nonché maggior realizzatore di tutti i tempi del Malmö FF. Nel frattempo nascono le competizioni europee, e la squadra vi partecipa per la prima volta nella Coppa dei Campioni 1964-1965. Il cammino nella competizione è tuttavia breve: viene infatti eliminato al primo turno dai bulgari del Lokomotiv Sofia, che nelle due partite vincono per 8-5. Nel prosieguo degli anni sessanta partecipa altre due volte alla Coppa dei Campioni, ma viene sempre eliminato al primo turno: in particolare nell'edizione 1968-69 incontra il Milan futuro vincitore della coppa e, dopo aver vinto la partita di andata in casa per 2-1, viene sconfitto 4-1 dai rossoneri a San Siro.
Gli anni settanta cominciano con due titoli consecutivi, nel 1970 e nel 1971. Intanto, dopo altre due partecipazioni in Coppa dei Campioni concluse al primo turno, il Malmö gioca per la prima volta in Coppa delle Coppe nella stagione 1973-74, e per la prima volta passa il turno in Europa, travolgendo i ciprioti del Pezoporikos Larnaca per 11-0 nella gara casalinga, dopo che l'andata si era conclusa sullo 0-0. Il cammino nella competizione si arresta poi nel turno successivo per mano dello Zurigo, che tuttavia ha la meglio solo grazie alla regola dei gol fuori casa.
Nel 1974 viene assunto come allenatore l'inglese Bob Houghton il quale, grazie al modulo 4-4-2 allora innovativo in Svezia, fa guadagnare al Malmö una nuova dimensione europea. Nella Coppa delle Coppe 1974-1975 raggiunge i quarti di finale dove viene eliminato dal Ferencváros. La stagione successiva, in Coppa dei Campioni, supera il primo turno eliminando il Magdeburgo ai rigori. Il cammino del Malmö nella competizione è però interrotto al turno successivo dal Bayern Monaco, che alla fine vincerà quell'edizione.
Dopo una poco fortunata partecipazione alla Coppa dei Campioni 1976-1977 dove viene eliminato subito dal Torino, si arriva alla Coppa dei Campioni 1978-1979: il Malmö elimina in successione il Monaco, la Dinamo Kiev, il Wisła Cracovia e l'Austria Vienna prima di disputare la finale all'Olympiastadion contro il Nottingham Forest, i quali però si impongono 1-0, aggiudicandosi quindi il prestigioso trofeo. Tuttavia, a causa della rinuncia degli inglesi, il Malmö partecipa alla Coppa Intercontinentale 1979 in qualità di vicecampione. L'avversario è la squadra paraguaiana dell'Olimpia che, dopo aver vinto la partita in Svezia per 1-0, vince anche il ritorno in patria per 2-1 e si aggiudica il trofeo.
Durante il campionato 1980 Houghton abbandona l'incarico dopo aver vinto tre titoli nazionali e quattro Svenska Cupen nei sei anni in cui era alla guida della squadra. Nella prima metà degli anni ottanta il Malmö vince solo una coppa, mentre in campo europeo arriva al massimo al secondo turno.
Nel 1985 viene ingaggiato un altro allenatore a tutt'oggi molto amato, Roy Hodgson. Sotto la sua guida il Malmö vince per cinque volte l'Allsvenskan. Tuttavia il titolo era assegnato alla squadra vincitrice dei play-off, cosicché il campionato viene vinto solo nel 1986 e nel 1988. A livello europeo si segnala il raggiungimento dei quarti di finale nella Coppa delle Coppe 1986-1987, quando viene eliminato dai futuri campioni dell'Ajax. In questo periodo incontra due volte l'Inter nelle competizioni europee: nella Coppa UEFA 1988-1989 i nerazzurri hanno la meglio al secondo turno, mentre l'anno successivo, nella Coppa dei Campioni 1989-1990, la squadra di Hodgson riesce ad eliminare quella di Trapattoni al primo turno, vincendo 1-0 la partita di andata in casa e pareggiando 1-1 il ritorno a San Siro. I campioni belgi del Malines eliminano però gli svedesi al turno successivo.
Segue poi un periodo buio durato per tutti gli anni novanta, culminato con la retrocessione nel 1999, la prima dopo sessantaquattro anni di permanenza in Allsvenskan. La squadra, facendo leva sui giovani del vivaio, tra cui un giovane Zlatan Ibrahimović, ritorna prontamente in massima serie nel 2001. Riesce ben presto a tornare competitiva per la vittoria finale del campionato, che arriva al termine della stagione 2004, e nuovamente nel 2010.
Al termine del campionato 2013 gli himmelsblått si laureano campioni di Svezia per la diciassettesima volta, successo che, unito alle vittorie nei preliminari dell'anno successivo, permette la partecipazione alla fase a gironi della UEFA Champions League 2014-2015. Nel 2014 viene bissata la vittoria in campionato: era dal 2003 che la squadra campione in carica non difendeva il titolo. Anche in questo caso, il trionfo in Allsvenskan e nei turni preliminari consente la qualificazione alla fase a gironi UEFA Champions League 2015-2016. Queste partecipazioni europee contribuiscono a rafforzare notevolmente l'economia del club, che, anche negli anni successivi, è destinata a rimanere la più florida del paese. Nel frattempo però il Malmö FF chiude l'Allsvenskan 2015 con un deludente quinto posto. L'astinenza dura un anno, visto che sia nel 2016 che nel 2017 gli azzurri ottengono rispettivamente il titolo numero 19 e numero 20. A seguito di un biennio privo di risultati di rilievo (ad eccezione del raggiungimento dei sedicesimi della UEFA Europa League 2018-2019 persi contro il Chelsea), la stagione 2020 vede la squadra riaffermarsi a livello nazionale. Nell'estate seguente supera poi le qualificazioni per la UEFA Champions League 2021-2022, tornando così a partecipare alla fase a gironi, in cui pareggia una sola partita, con lo Zenit San Pietroburgo, e perde le restanti 5 con punteggi di 0-3 e 0-1 con la Juventus, 0-4 e 0-1 con il Chelsea e 0-4 con lo Zenit. Nel frattempo, in campionato, il Malmö consolida la sua posizione di squadra più vincente di Svezia, vincendo, oltre al titolo del 2020, anche quelli del 2021, 2023 e 2024, e continuando ad accrescere ulteriormente la propria economia grazie soprattutto alle cessioni e ai ricavi UEFA.

## Colori e simbolo
I colori sociali del Malmö FF (introdotti nel 1920 al posto dei precedenti, rosso e bianco) sono bianco e celeste: da qui derivano anche i soprannomi della squadra, ovvero Di blåe (I blu) e Himmelsblått (i Celesti). La divisa con cui la squadra disputa le gare interne, costituita da maglia azzurra, calzoncini bianchi e calzettoni azzurri, è rimasta invariata nel corso degli anni, salvo alcune modifiche marginali apportate per ragioni di sponsor tecnico (sul finire degli anni settanta la maglia presentava delle righe bianche sulle spalle). Le divise con cui la squadra disputa le gare esterne utilizzano gli stessi colori sociali delle origini, essendo rosse con strisce bianche.
| 1910 | 1910 | 1920 | 1979 |

Il simbolo della squadra, introdotto negli anni quaranta, è costituito da uno scudo diviso in tre bande di cui quella a destra e quella a sinistra sono di colore azzurro, con quella centrale bianca. La parte superiore dello scudo è ornata da una merlatura simile a quella delle torri e presenta le lettere MFF Questo elemento è accompagnato inoltre da una stella a sei punte e dalla dicitura Malmö FF.

## Strutture

### Stadio
Fino al 1957 il Malmö disputava le partite interne nel Malmö Idrottsplats, impianto all'epoca capace di ospitare 15 000 spettatori.
A partire dal 1957 la squadra, finora costretta a condividere lo stadio con il club rivale dell'IFK Malmö, passò al Malmö Stadion, costruito in occasione dei mondiali del 1958 ed ampliato per i campionati europei del 1992.
Nel 2009 il Malmö si trasferì infine nello Swedbank Stadion, aperto dopo due anni di lavori (la costruzione iniziò nel 2007): l'impianto, inaugurato in occasione della prima gara disputata in casa dal Malmö nella stagione 2009, può ospitare 24 000 spettatori (18 000 seduti e 6 000 in piedi).

## Allenatori
L'inglese Bob Houghton detiene il record di allenatore più longevo (allenò il Malmö dal 1974 al 1980 e in seguito dal 1990 al 1992) e più vincente della storia della squadra (con tre edizioni dell'Allsvenskan e quattro della Coppa di Svezia).
Nell'elenco di seguito sono riportati gli allenatori che hanno vinto almeno un trofeo durante il loro periodo sulla panchina del Malmö FF.
- Sven Nilsson (1944, 1945-1947, 1950): 1 Allsvenskan, 3 Svenska Cupen
- Kálmán Konrád (1947-1950): 2 Allsvenskan
- Bert Turner (1951-1955): 2 Allsvenskan, 2 Svenska Cupen
- Antonio Durán (1964-1971): 4 Allsvenskan, 1 Svenska Cupen
- Karl-Erik Hult (1972-1973): 1 Svenska Cupen
- Bob Houghton (1974-1980, 1990-1992): 3 Allsvenskan, 4 Svenska Cupen
- Tord Grip (1983-1984): 1 Svenska Cupen
- Roy Hodgson (1985-1989): 2 Allsvenskan, 2 Svenska Cupen
- Tom Prahl (2002-2005): 1 Allsvenskan
- Roland Nilsson (2008-2011): 1 Allsvenskan
- Rikard Norling (2011-2013): 1 Allsvenskan
- Allan Kuhn (2016-2017): 1 Allsvenskan
- Uwe Rösler (2018-2019)
- Jon Dahl Tomasson (2020- in carica): 1 Allsvenskan

## Calciatori
- Record di presenze:  Krister Kristensson (626 dal 1963 al 1979)[17][18]
- Record di reti segnate:  Bo Larsson (119 dal 1962 al 1966, poi dal 1969 al 1979)[18]

### Vincitori di titoli
Calciatori campioni olimpici di calcio
- Egon Jönsson (Londra 1948)
- Erik Nilsson (Londra 1948)
- Stellan Nilsson (Londra 1948)
- Kjell Rosén (Londra 1948)

### Numeri ritirati
12 - Dedicato ai tifosi.

## Palmarès

### Competizioni nazionali
- Campionato svedese: 24  (record)

1943-1944, 1948-1949, 1949-1950, 1950-1951, 1952-1953, 1965, 1967, 1970, 1971, 1974, 1975, 1977, 1986, 1988, 2004, 2010, 2013, 2014, 2016, 2017, 2020, 2021, 2023, 2024
- Coppa di Svezia: 16  (record)

1944, 1946, 1947, 1951, 1953, 1967, 1973, 1974, 1975, 1978, 1980, 1984, 1986, 1989, 2021-2022, 2023-2024
- Supercoppa di Svezia: 2  (record condiviso con Helsingborg)

2013, 2014

### Competizioni internazionali
- Coppa Intertoto: 10 (record)

1969, 1974, 1978, 1980, 1984, 1986, 1987, 1988, 1990, 1993

### Altri piazzamenti
- Campionato svedese:

Secondo posto: 1945-1946, 1947-1948, 1951-1952, 1955-1956, 1956-1957, 1960, 1964, 1968, 1969, 1976, 1978, 1980, 1987, 1989, 1996, 2002, 2019
Terzo posto: 1938-1939, 1944-1945, 1946-1947, 1991, 1994, 1997, 2003, 2012, 2018
- Coppa di Svezia:

Finalista: 1945, 1970-1971, 1995-1996, 2015-2016, 2017-2018, 2019-2020, 2024-2025
Semifinalista: 1993-1994, 2013-2014
- Supercoppa di Svezia:

Finalista: 2011
- Coppa dei Campioni:

Finalista: 1978-1979
- Coppa Intercontinentale:

Finalista: 1979
- UEFA Fair Play ranking: 1

1995-1996

### Premi individuali dei calciatori
- Guldbollen

Erik Nilsson (1950)
Prawitz Öberg (1962)
Bo Larsson (1965, 1973)
Ingvar Svahn (1967)
Roy Andersson (1977)
Jan Möller (1979)
Jonas Thern (1989)
- Capocannoniere del campionato svedese

 Ove Andersson (1938-1939)
 Ingvar Rydell (1949-1950)
 Bo Larsson (1963, 1965, 1970)
 Dag Szepanski (1967)
 Lars Larsson (1987)
 Martin Dahlin (1988)
 Peter Ijeh (2002)
 Niklas Skoog (2003)

## Statistiche

### Statistiche nelle competizioni UEFA
Tabella aggiornata alla fine della stagione 2018-2019.
| Competizione                  | Partecipazioni | G  | V  | N  | P  | RF | RS  |
| ----------------------------- | -------------- | -- | -- | -- | -- | -- | --- |
| UEFA Champions League         | 19             | 83 | 29 | 21 | 33 | 90 | 125 |
| Coppa delle Coppe             | 5              | 22 | 9  | 7  | 6  | 37 | 18  |
| Coppa UEFA/UEFA Europa League | 15             | 60 | 22 | 12 | 26 | 80 | 68  |
| Coppa delle Fiere             | 4              | 8  | 0  | 1  | 7  | 4  | 24  |
| Coppa Intertoto               | 1              | 2  | 0  | 0  | 2  | 1  | 4   |

## Organico

### Rosa 2025
Aggiornata al 9 luglio 2025.
| N. |                      | Ruolo | Calciatore                     |
| -- | -------------------- | ----- | ------------------------------ |
| 1  | Brasile (bandiera)   | P     | Ricardo Friedrich              |
| 2  | Svezia (bandiera)    | D     | Johan Karlsson                 |
| 6  | Svezia (bandiera)    | C     | Oscar Lewicki                  |
| 7  | Svezia (bandiera)    | C     | Otto Rosengren                 |
| 8  | Islanda (bandiera)   | A     | Arnór Sigurðsson               |
| 9  | Svezia (bandiera)    | A     | Isaac Kiese Thelin             |
| 10 | Danimarca (bandiera) | C     | Anders Christiansen (capitano) |
| 11 | Svezia (bandiera)    | A     | Emmanuel Ekong                 |
| 13 | Svezia (bandiera)    | D     | Martin Olsson                  |
| 16 | Norvegia (bandiera)  | C     | Oliver Berg                    |
| 17 | Danimarca (bandiera) | D     | Jens Stryger Larsen            |
| 18 | Svezia (bandiera)    | D     | Pontus Jansson                 |
| 19 | Norvegia (bandiera)  | D     | Colin Rösler                   |
| 20 | Norvegia (bandiera)  | A     | Erik Botheim                   |
| 21 | Svezia (bandiera)    | C     | Stefano Vecchia                |

| N. |                       | Ruolo | Calciatore         |
| -- | --------------------- | ----- | ------------------ |
| 22 | Svezia (bandiera)     | C     | Taha Ali           |
| 23 | Norvegia (bandiera)   | C     | Lasse Berg Johnsen |
| 25 | Brasile (bandiera)    | D     | Gabriel Busanello  |
| 27 | Svezia (bandiera)     | P     | Johan Dahlin       |
| 29 | Montenegro (bandiera) | A     | Sead Hakšabanović  |
| 30 | Svezia (bandiera)     | P     | Robin Olsen        |
| 32 | Islanda (bandiera)    | A     | Daníel Guðjohnsen  |
| 33 | Svezia (bandiera)     | P     | Melker Ellborg     |
| 34 | Svezia (bandiera)     | C     | Zakaria Loukili    |
| 35 | Svezia (bandiera)     | D     | Nils Zätterström   |
| 37 | Svezia (bandiera)     | D     | Adrian Skogmar     |
| 38 | Svezia (bandiera)     | C     | Hugo Bolin         |
| 40 | Svezia (bandiera)     | C     | Kenan Busuladžić   |
|    | Montenegro (bandiera) | D     | Andrej Đurić       |